# حبیب یغمایی
حبیب یغمایی (۱۲۸۰ – ۲۴ اردیبهشت ۱۳۶۳)، پژوهشگر ادبی، روزنامه‌نگار و شاعر ایرانی معاصر بود.

## زندگی

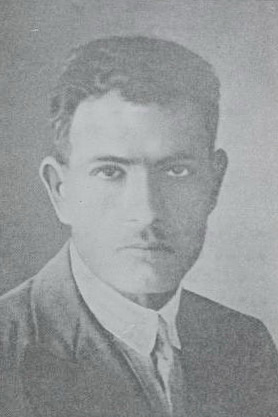
در اوائل دهه ۱۹۳۰م

حبیب یغمایی در سال ۱۲۸۰ خورشیدی در شهرک خور، مرکز ناحیهٔ جندق و بیابانک زاده شد. پدرش حاج میرزا اسدالله منتخب‌السادات خوری بود. از طرف مادر تبار او به یغمای جندقی می‌پیوست. منتخب‌السادات در سال ۱۳۶۳ درگذشت. دوران کودکی حبیب در خور به سر آمد. در مکتب‌خانه‌ها نزد ملایان محلی نخست قرآن را آموخت و سپس به کسب دانش‌های مقدماتی روی آورد. از کودکی طبع موزون او بر همگان آشکار شد و برخی خواسته‌های خود را به زبان شعر بیان می‌کرد. دوستان و معاشران حبیب به رغم زندگی در روستایی خرد و کم‌جمعیت همه اهل فضل و ادیب و شاعر بودند.
حبیب هشت سال بیشتر نداشت که در سال ۱۲۸۸ دستجات کاشی به سرکردگی نایب حسین کاشی و پسرش ماشاءالله خان کاشی برای نخستین بار به بیابانک وارد شدند. اینان از جلوی نیروهای مشروطه‌خواه بختیاری فرار کرده و خود را به این ناحیه رسانده بودند. منتخب‌السادات و فرزندانش را دستگیر کردند و اموالشان به غارت رفت. ماشاءالله خان که نسبت به پدرش متعادل‌تر بود چون دانست حبیب یغمایی شاعر است و در امور دیوانی و منشیگری تسلط دارد او را به دبیری خود برگزید و مأمور کرد منظومه‌ای مفصل در گزارش کارها و لشکرکشی‌هایش بسراید. این منظومه با نام فتح‌نامهٔ نایبی که در چند هزار بیت در مدتی کوتاه و به اجبار سروده شده، هر چند از حیث ادبی و هنری واجد ارزش نیست، اما اصیل‌ترین روایت از ماجراجویی‌های این گروه آشوبگر است.
حبیب در سال ۱۲۹۵ عازم دامغان شد تا در مدارس آنجا به تحصیل بپردازد و در آنجا نخست در مدرسهٔ ناظمیه به تحصیل مشغول شد. در سال ۱۳۰۰ حبیب یغمایی از دامغان رهسپار تهران شد. نخست در مدرسهٔ آلیانس به تحصیل پرداخت. سپس در دارالمعلمین مرکزی به ادامهٔ تحصیل در رشتهٔ ادبی مشغول شد. در آنجا از محضر استادان نامی آن روزگار چون ابوالحسن فروغی (رئیس دارالمعلمین) و عباس اقبال بهره برد، و عباس اقبال بود که او را به کار نویسندگی و تحقیقات ادبی رهنمون شد. در همین دوره با مجتبی مینوی که او نیز در دارالمعلمین تحصیل می‌کرد آشنایی یافت. مینوی سال‌ها بعد به اروپا رفت و زمانی که حبیب یغمایی مجلهٔ یغما را به راه انداخت از همان ابتدا به همکاری با مجهٔ یغما پرداخت چنان‌که در سالهای نخست در هر شماره، مقاله‌ای علمی از مجتبی مینوی درج شده‌است.
پس از پایان تحصیل در دارالمعلمین و مدرسهٔ عالی حقوق، یغمایی ابتدا مدت کوتاهی به‌عنوان رئیس ادارهٔ آمار به خور رفت، و سپس به استخدام وزارت معارف درآمد و به‌عنوان رئیس معارف سمنان به آن شهر انتقال یافت. خور بیابانک در آن زمان تابع سمنان بود و حبیب یغمایی اولین مدرسه را در زادگاه خود تأسیس کرد. در سال ۱۳۰۹ به تهران انتقال یافت و دبیری چند مدرسه از جمله دارالفنون و عضویت ادارهٔ انطباعات به عهدهٔ او گذارده شد. وزیر معارف وقت یحیی خان اعتمادالدوله قراگزلو برای تألیف کتاب‌های درسی، یغمایی را به کار گماشت و بدین سبب برخی اشعار ساده‌اش از جمله شعر «زاغ و روباه» او در کتب درسی فارسی ابتدایی راه یافت و باعث شهرت او بین دانش‌آموزان شد. علاوه بر آن شعر نخل او نیز در ادبیات فارسی، به دلیل موضوع و استفاده به جا و متناسب از واژگان محلی جایگاه ویژه‌ای دارد.
در سال ۱۳۱۲ همکاری مستمر او با محمدعلی فروغی آغاز شد که تا پایان عمر فروغی در ۱۳۲۱ ادامه یافت. در این دوران کلیات سعدی به تصحیح فروغی با همکاری یغمایی انتشار یافت. هم‌زمان یغمایی گرشاسب‌نامه اسدی طوسی را ویرایش و چاپ کرد و کتابی محققانه به نام سعدی‌نامه گردآوری کرد و جزو انتشارات مجلهٔ آموزش و پرورش به چاپ رساند. یغمایی کار در زمینهٔ تصحیح متون را طی دهه‌های بعد نیز پی گرفت و موفق به تصحیح ترجمهٔ تفسیر طبری در ۷ جلد بین سالهای ۱۳۳۹ تا ۱۳۴۴ شد. آخرین اثر او تصحیح غزلیات سعدی در سال ۱۳۶۱ انتشار یافت.
حبیب یغمایی در سال ۱۳۲۷ رئیس فرهنگ کرمان شد و سه ماه در آن سمت بود. در همان سال مجلهٔ یغما را تأسیس کرد. او چند سال هم در مدارس عالی از جمله دانشسرای عالی تدریس کرد و درس‌هایی چون بدیع، قافیه و صناعات ادبی را سال‌ها تدریس کرده بود و رساله‌ای به منظور تدریس قافیه تألیف کرد که چند بار تجدید چاپ شد. در سال ۱۳۳۱ در زمان وزارت فرهنگ مهدی آذر، یغمایی رئیس ادارهٔ انطباعات شد. به پیشنهاد او نام اداره به ادارهٔ نگارش تغییر یافت. در هنگام تصدی این مقام با تعدادی از شخصیت‌های برجستهٔ فرهنگی و ادبی آشنا شد. نیما یوشیج زمانی کارمند ادارهٔ او بود.
حبیب یغمایی در اکثر کنگره‌های تحقیقاتی که در مباحث ایران‌شناسی و پژوهش‌های تاریخی و ادبی برگزار می‌گردید شرکت داشت. در اوایل ورود به تهران ضمن تحصیل در دارالمعلمین عالی، عضو انجمن ادبی ایران شد که کسانی چون وحید دستگردی، افسر و عبرت نایینی آن را به وجود آورده بودند. در سال ۱۳۲۵ زمانی که کنگره نویسندگان ایران به ریاست ملک‌الشعرا بهار برگزار شد، یغمایی عضو اصلی آن بود و چند بار اشعار خود را برای حاضران خواند. در کنگره تحقیقات ایرانی نیز یغمایی در زمرهٔ اعضای ثابت و اصلی این کنگره بود و هر سال سخنرانی داشت. در آخرین مجمع کنگرهٔ تحقیقات ایرانی در شهریور ۱۳۵۶ در دانشگاه کرمان، مقارن با سی‌امین سال انتشار مداوم مجلهٔ یغما، در یکی از جلسات کنگره از مجله و مدیر آن حبیب یغمایی به اتفاق چند تن دیگر تجلیل گردید. در سال ۱۳۵۶ دانشگاه تهران طی مراسمی به چند تن از دانشمندان کشور چون حبیب یغمایی و دکتر رعدی آذرخشی دکترای افتخاری در رشتهٔ ادبیات اعطا کرد.
بی‌تردید بزرگ‌ترین خدمت حبیب یغمایی به زبان فارسی و حوزهٔ پژوهش‌های ایرانی، چاپ و نشر مرتب مجلهٔ یغما طی سی و یک سال است. یغمایی اولین بار در ۱۳۰۱ امتیاز انتشار مجله را از وزارت معارف دریافت کرد، اما سپس تا چندین سال از انتشار مجلهٔ مستقل منصرف شد. در این مدت او تجربهٔ انتشار مجلات مختلف را به دست آورد. یک دوره سردبیر مجلهٔ نامهٔ فرهنگستان شد و مجلهٔ آموزش و پرورش را سه سال مدیریت کرد. با این تجربیات بود که در اواخر سال ۱۳۲۶ تقاضای امتیاز مجلهٔ یغما را کرد. مجلهٔ یغما در مدت ۳۱ سال جمعاً در ۳۶۶ شماره انتشار یافت. اولین شماره در فروردین ۱۳۲۷ و آخرین شماره در اسفند ۱۳۵۷ منتشر گردید. نویسندگان و ادیبان برجسته‌ای چون مجتبی مینوی، جلال‌الدین همایی، محیط طباطبایی، دکتر محمد معین، حسین سعادت نوری و باستانی پاریزی نتایج تحقیقات خود را در مجلهٔ یغما منتشر می‌کردند به‌طوری‌که دورهٔ مجلهٔ یغما از مهمترین منابع ادبی ایران در فاصله سالهای ۱۳۲۷ تا ۱۳۵۷ و مجموعه‌ای از آثار بزرگ‌ترین محققان معاصر ایران است. مجلهٔ یغما پس از سی و یک سال انتشار منظم و پس از نشر آخرین شماره در اسفند ۱۳۵۷ با اعلام رسمی خود او تعطیل شد.
حبیب یغمایی در ۲۴ اردیبهشت ۱۳۶۳ در تهران درگذشت. پیکر او به خور و بیابانک منتقل شد و در آرامگاه احداثی وی به خاک سپرده شد. حبیب یغمایی با خاندان معروف ثقفی که از نوادگان مختار ثقفی بوده و در بیاضه ساکن بودند انتساب دارد.